# Jean-Claude Coutausse
Jean-Claude Coutausse est un photojournaliste indépendant français, né le 15 août 1960 à Monpazier (Dordogne).
Lauréat du prix Niépce en 1993, il photographie la vie politique française pour Le Monde depuis 2005.

## Biographie
Après des études de photographie au L.E.P d’Orthez, Jean-Claude Coutausse commence sa carrière comme reporter photographe pour le service photo de l’armée française, l’ECPAD, qui lui permet de couvrir son premier conflit : l’intervention militaire israélienne au Liban en 1982.

### Les grands reportages d’actualité
Devenu indépendant en 1983, Jean-Claude Coutausse part en Afghanistan pour Newsweek, puis est publié dans National Geographic.
Il passe un an à l’Agence France-Presse avant de rejoindre le journal Libération en 1984. Il y traite l’actualité quotidienne et aussi de nombreux grands sujets tels que la Libye, les manifestations estudiantines en France en 1986, la présidentielle française de 1988, la chute du Mur de Berlin et révolution de Velours à Prague, Tchécoslovaquie en 1989, la première intifada en Palestine et Israël. 
Après une année avec l’agence Editing, il devient membre de l’agence américaine Contact Press Images et couvre la guerre du Golfe. Il se lance dans un long reportage sur le Pont sur la rivière Kwaï, pour GEO, The Independent Magazine et le Sunday Times Magazine. Il est un des premiers à réaliser des photos sur la famine en Somalie en 1992 qui lui vaudront la couverture de Time et des publications dans le monde entier. Il assiste à la chute de la Fédération yougoslave en se rendant à de nombreuses reprises en Croatie et en Bosnie pour L’Express, Télérama, Time, Newsweek et The New York Times Magazine.
Jean-Claude Coutausse est lauréat du Prix Niépce en 1993.

### Les sujets de fond
Au milieu des années 1990, il s’éloigne du reportage d’actualité pour se consacrer à des sujets de fond pour des magazines tels que GEO et surtout pour l’édition française de National Geographic.
En 1994, son intérêt pour le sacré et l’imaginaire l’amène à commencer un reportage sur le vaudou haïtien. Trois années lui seront nécessaires pour mener à terme ce travail qui sera récompensé par cinq prix internationaux majeurs.
Jean-Claude Coutausse partage depuis son temps entre la réalisation de projets personnels, comme un portrait de la Terre sainte du XXIe siècle et une collaboration étroite avec le journal Le Monde. Pour ce quotidien, il a couvert le tremblement de terre à Haïti, les révolutions égyptienne et libyenne et les campagnes présidentielles de Ségolène Royal en 2007, François Hollande en 2012 et Emmanuel Macron en 2017 et 2022.
En 2013 il reçoit une commande de la communauté d'agglomération de Mantes-en-Yvelines, « Gens d’ici », qui livre une représentation documentaire de la vie quotidienne dans cette région.

### Divergence
Membre de l’association Divergence, il a créé, avec six autres photographes, french-politics.com dont les sites proposent le téléchargement d’images d’actualité aux journaux et magazines.
En 2011, il a été nommé à l’Observatoire du photojournalisme (Ministère de la Culture) et à la commission des images fixes de la SCAM.

## Prix et récompenses
- 1985 : Prix Agence France-Presse de la meilleure image de l’année
- 1988 : Grand Prix de la ville d’Arles
- 1993 : Prix Niépce
- 1994 : Prix Agena de la meilleure photo humanitaire
- 1996 : FotoGranPrix à Barcelone
- 1997 : 
  - Bourse de Villa Médicis hors les murs, AFAA, Ministère des Affaires Étrangères
  - Mother Jones award, San Francisco
- 2000 : 
  - Humanity Photo Award, Pékin
  - Prix Roger-Pic

## Collections publiques et privées
Jean-Claude Coutausse est présent dans quelques grandes collections parmi lesquelles :
- Maison européenne de la photographie
- Musée de l’Élysée, Lausanne.

## Expositions
- 1997
  - Palais de Chaillot, Paris
- 1989
  - Lyon
- 1990
  - Musée de l’Élysée, Lausanne
- 1993,
  - Centre national de la photographie, Ministère de la Culture, Paris
  - Musée Nicéphore-Niépce, Chalon-sur-Saône
  - Monpazier, France
  - Chambéry, (avec Don McCullin)
- 1994, 
  - Périgueux
  - Montpellier
  - Orthez
  - Galeries FNAC à Paris
- 1997
  - Galerie La Passerelle, Gap
- 1998, 
  - Scène Nationale de la Guadeloupe, Basse-Terre
  - The Studio Gallery, San Francisco
  - Maison du Change, Nantes
  - Hospice Comtesse, Lille
- 1999, 
  - Institut français, New York
  - Cahors
- 2000, 
  - exposition sur la Beauté, Avignon
  - Fotofest, Houston
- 2001
  - Skópelos, Grèce
- 2003, 
  - Saint-Paul-Trois-Châteaux
  - Le Mont-Saint-Michel
- 2004,
  - Halles Saint-Pierre, Paris
- 2005, 
  - Argenteuil
  - Centre Culturel Una Volta, Bastia
- 2010,
  - Salle d’expositions de la CAM, Caja Mediterraneo, Elche, Espagne
- 2011
  - « Des visages et la pierre » avec Elsa Martin, Sarah Mattera et Tony Crosby, Monpazier, France
- 2012
  - « In Terra Sancta », Collégiale Notre Dame, Ribérac, Dordogne, France
- 2014
  - « Gens d’ici », Hospice Saint-Charles, Rosny-sur-Seine, France
- 2016
  - « Jean-Claude Coutausse pour Le Monde », festival Map, Toulouse, France
- 2019
  - « In Terra Sancta »,  8e Rendez-vous photographique, Agen, France
- 2021
  - « In Terra Sancta », Abbaye de Saint-Savin, France
- 2022
  - « 1986 », Université Rennes II, France
  - « Bains de Foule », Théâtre du Point du Jour, Lyon, France
  - « Vaudou:Haïti », Abbaye de Saint-Savin, France
  - « Bains de Foule », Festival Visa pour l'image, Perpignan, France

## Publications
- La danse des pierres, éditions Denoël, 1990,
- Le Cercle des intimes avec Patrick Artinian, Gilles Caron et David Burnett, 1996
- La Provence, collection la France, National Geographic, 2000,  (ISBN 978-2845820142)
- Chemin de vie, chemin de mort, avec Bruno Frappat, éditions Bayard, 2004,  (ISBN 978-2747013109)
- Gens d’ici, Point de Vues, 2014,  (ISBN 978-2747013109)
- L’énigmatique monsieur Hollande, avec Vanessa Schneider, éditions Stock, 2015,  (ISBN 978-2-234-07986-1)